# Ferdinand von Meyerfeld
Ferdinand Alexander Ludwig von Meyerfeld (* 11. November 1808 in Kassel; † 28. Oktober 1882 ebenda) war ein deutscher Offizier und Politiker. Er war der letzte Kriegsminister des Kurfürstentums Hessen.

## Leben

### Herkunft
Seine Familie stammte ursprünglich aus Konstanz, war seit etwa 1700 in Hessen ansässig und wurde am 15. März 1757 in den Reichsadelsstand erhoben. Der Vater, Wilhelm August von Meyerfeld, war kurhessischer Gesandter beim Bundestag und Präsident des Obergerichts in Marburg.

### Militärkarriere
Ferdinand von Meyerfeld trat 1820 in das kurhessische Kadettenkorps ein. 1825 wurde er Fähnrich, 1835 Offizier. Ab 1847 war er – mit Unterbrechungen 1851 und 1863 – Mitglied des Generalstabs, 1854 wurde er dessen interimistischer, endgültig 1856 dessen Chef. In dieser Zeit vertrat er zwischenzeitlich immer mal wieder den Kriegsminister. 1849 nahm er am Krieg gegen Dänemark teil.
1863 wurde er Generaladjutant des Kurfürsten Friedrich Wilhelm und im folgenden Jahr Generalmajor. Als Chef des Generalstabs trug er die militärische Verantwortung für die Operationen des kurhessischen Militärs im Preußisch-Österreichischen Krieg 1866. Kurz vor dem durch diesen Krieg verursachten Ende des Kurstaats wurde er am 16. Mai 1866 vom Kurfürsten zum kurhessischen Kriegsminister ernannt. Etwas über einen Monat später setzte der Kommandierende General der preußischen Besatzungstruppen ihn am 20. Juni 1866 ab.
Anschließend befand Meyerfeld sich vorübergehend in Minden und Berlin in Kriegsgefangenschaft, trat dann aber in preußische Dienste und erhielt für die Zeit seiner Gefangenschaft eine großzügige Entschädigung. Am 30. Oktober 1866 wurde er Kommandeur der 14. Infanterie-Brigade in Magdeburg. Am 11. Juli 1870 wurde er als Generalleutnant pensioniert, aber für die Dauer der Mobilmachung anlässlich des Krieges gegen Frankreich als Stadtkommandant von Frankfurt am Main wiederverwendet.

### Familie
Meyerfeld heiratete am 15. August 1840 in Kassel Wilhelmina Bertha Elise Therese Emma Rüppel von Helmschwerdt, Tochter des Generalleutnants Wilhelm Burghard Rüppel von Helmschwerdt (1791–1860) und der Wilhelmine Caroline Friederike Rüppel. Aus der Ehe ging der spätere Rittmeister Wilhelm August Burghard (1842–1875) hervor.
Nach dem Tod seiner ersten Frau heiratete er am 14. Juni 1870 in Falkenberg seine Nichte Klothilde von Blumenstein (1829–1906), die älteste Tochter seiner Schwester Johanna Caroline Friederike von Meyerfeld (1799–1866) und deren Ehemann Ernst von Blumenstein (1796–1875), dem außerehelichen Sohn des Landgrafen Karl Emanuel von Hessen-Rotenburg (1746–1812).